# Aguilar de Codés
Aguilar de Codés (en basque Aguilar Kodes) est une ville et une municipalité de la communauté forale de Navarre dans le Nord de l'Espagne.
Le nom de la ville en basque est Aguilar Kodeskoa. Elle est située dans la zone non bascophone de la province, à 84,5 km de sa capitale, Pampelune. Le castillan est la seule langue officielle, le basque n’ayant pas de statut officiel. Le secrétaire de mairie est aussi celui de Aras, Cabredo, Genevilla, Lapoblación et Marañón.

## Toponymie
La localité s'est appelée Aguilar. Son nom fait allusion à un plateau à 731 mètres d'altitude et aux pieds de la Sierra de Codés. Ce plateau est le plus élevé de la vallée de Aguilar et d'où Aguilar de Codé domine toutes les localités voisines. Julio Caro Baroja signala qu'en roman (latin ?) Aguilar est un nom typiquement topographique indiquant des lieux élevés.
Dans la décennie de 1910 la Real Sociedad Geográfica (Société royale géographique) ajoute l'appellation de Codés au nom officiel de Aguilar pour la distinguer des autres villes homonymes comme Aguilar de Campoo, Aguilar de la Frontera, Aguilar del Río Alhama ou Aguilar del Alfambra. Codés vient de la sierra de Codés voisine qui ferme la vallée d'Aguilar par le nord.

## Hameaux
Calle Mayor, Solana, Barrio Nuevo, Casas baratas.

## Localités limitrophes
Limité au nord par Cabredo, Genevilla et Santa Cruz de Campezo. Au sud par Viana, Aras et Labraza. À l'ouest, Lapoblación et Marañón. À l'est par Azuelo.

## Histoire
La ville d'Aguilar de Codés a été fondée en 1219 par Sanche VII le Fort.

## Démographie
| Évolution démographique                                          | Évolution démographique | Évolution démographique | Évolution démographique | Évolution démographique | Évolution démographique | Évolution démographique | Évolution démographique | Évolution démographique | Évolution démographique | Évolution démographique |
| 1996                                                             | 1998                    | 1999                    | 2000                    | 2001                    | 2002                    | 2003                    | 2004                    | 2005                    | 2006                    | 2007                    |
| ---------------------------------------------------------------- | ----------------------- | ----------------------- | ----------------------- | ----------------------- | ----------------------- | ----------------------- | ----------------------- | ----------------------- | ----------------------- | ----------------------- |
| 112                                                              | 108                     | 106                     | 105                     | 101                     | 106                     | 110                     | 111                     | 109                     | 106                     | 110                     |
| Sources: Aguilar de Codés et instituto de estadística de navarra |                         |                         |                         |                         |                         |                         |                         |                         |                         |                         |

## Patrimoine civil
- Ruines des murailles et blasons d'armoiries dans les façades.

## Patrimoine religieux
- Paroisse de l'Invention de la Santa Cruz.
- Ermitage de San Bartolome, ermitage de San Cristobal, ermitage de San Jose.

## Personnages célèbres
- Joaquín Martínez de Zúñiga y Díaz de Ilarraza[4]
- Juan Antonio Guergué, militaire carliste.

### Sources
- (es) Cet article est partiellement ou en totalité issu de l’article de Wikipédia en espagnol intitulé « Aguilar de Codés » (voir la liste des auteurs).